# Talipariti pernambucense
Talipariti pernambucense är en malvaväxtart som först beskrevs av Manoel Arruda da Cámara, och fick sitt nu gällande namn av Bovini. Talipariti pernambucense ingår i släktet Talipariti och familjen malvaväxter. Inga underarter finns listade i Catalogue of Life.